# Flatwoods Township
Flatwoods Township est un ancien township, situé dans le comté de Ripley, dans le Missouri, aux États-Unis,.
Le township est fondé en 1910 et baptisé en référence à la communauté de Flatwoods (en).